# Marie Angeline Thérèse McCrory
Marie Angeline Teresa McCrory (21 janvier 1893-21 janvier 1984) est une Irlandaise née en Ulster et émigrée aux États-Unis. Elle entre dans les ordres et devient religieuse catholique. Elle travaille comme avocate pour les personnes âgées pauvres, et fonde une nouvelle congrégation religieuse à cet effet : les sœurs carmélites pour personnes âgées et infirmes.
Sa cause en canonisation a été ouverte, et le Saint-Siège a reconnu l'héroïcité de ses vertus. Marie Angeline est désormais proclamée vénérable par l’Église catholique.

## Biographie

### Enfance et émigration aux États-Unis

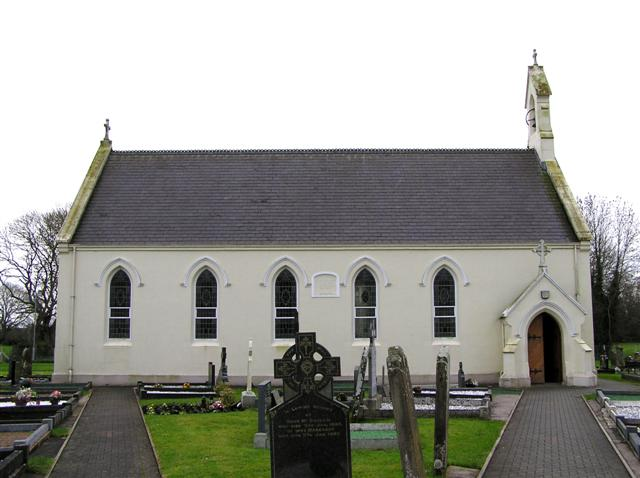
Église St Mary's RC Church, située entre Brockagh and Mountjoy.

Brigid Teresa McCrory est née le 21 janvier 1893 dans une famille irlandaise à Mountjoy (village maintenant connu sous le nom Brockagh), dans le comté de Tyrone en Irlande du Nord (intégré au Royaume-Uni).
Sa famille déménage en Écosse alors qu'elle n'a que sept ans.
La jeune fille, à l'âge de 9 ou 10 ans, de sa propre initiative, décide de changer l'orthographe de son nom de « Brigid » en « Bridget ».
En 1912, âgée de 19 ans, elle quitte la maison familiale pour la France afin de rejoindre les Petites sœurs des pauvres, une congrégation religieuse catholique engagée dans la prise en charge des personnes âgées démunies.
Elle a fait sa période de noviciat à la Tour-Saint-Joseph (en Bretagne), où elle prend le nom en religion de Marie Angeline Teresa. Après la profession de ses vœux religieux, elle est envoyée aux États-Unis.

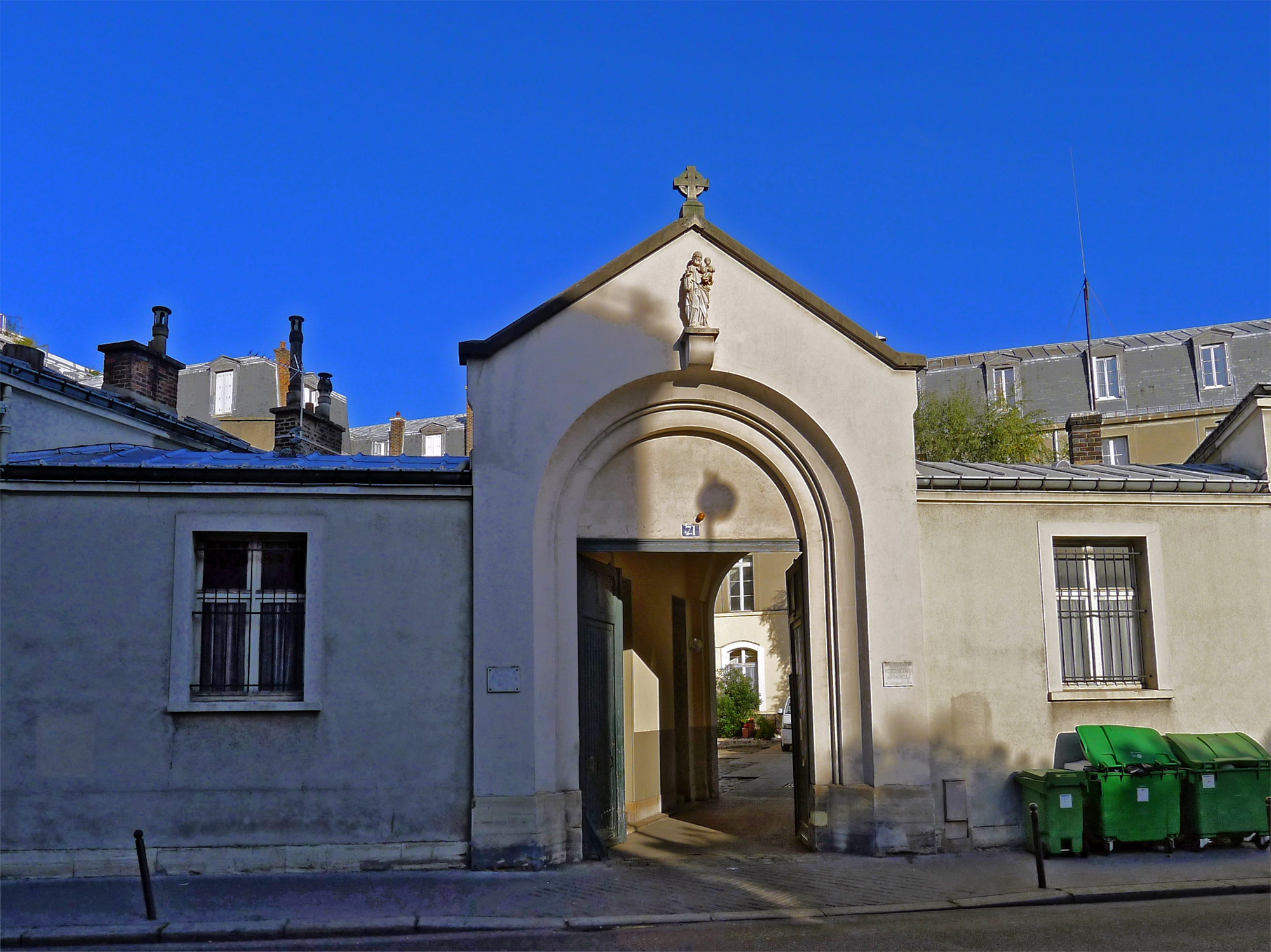
Rue de Picpus, n°71 : maison des Petites sœurs des pauvres, Paris XIIe.

En 1926, Marie Angeline Teresa est nommée supérieure d'une maison de soins infirmiers des Petites Sœurs des Pauvres dans le Bronx à New York. L'année suivante, lors d'une retraite spirituelle, elle se sent appelée à faire plus pour prendre soin des personnes âgées. La religieuse estime que le modèle européen de prise en charge des personnes âgées, ainsi que de nombreuses habitudes apportées de France par les petites sœurs des pauvres ne répondent pas aux besoins des Américains. En outre, elle a estimé que se limiter aux soins des personnes âgées sans ressources, comme le pratiquent les Petites Sœurs, ne suffit pas : la vieillesse frappant toutes les catégories de personnes, et les laissant seules et sans recours.

### Fondation d'une communauté
Dans sa situation actuelle, étant incapable d'effectuer les changements nécessaires, McCrory demande l'avis et les conseils du cardinal Patrick Hayes, archevêque de New York. Le cardinal l'encourage dans son travail et suggère qu'elle élargisse son ministère pour inclure les personnes âgées dans toute la région de New-York. Afin d'accomplir ce qu'elle se sent appelée à faire, et avec la bénédiction du Cardinal Hayes, Marie Angeline Teresa accompagnée de six autres religieuses quittent les Petites Sœurs des Pauvres et obtiennent l'autorisation du Vatican pour commencer une nouvelle congrégation chargée de l'assistance des personnes âgées, suivant les vues de Mère Angeline,.
Grâce à la formation reçue dans sa congrégation originale (destinée aux personnes âgées), Mère Angeline développe  ce service avec de nouvelles méthodes. Dès le début, les frères Carmes de New-York montrent un intérêt profond pour McCrory et ses compagnes. Le 3 septembre 1931, la nouvelle congrégation est officiellement affilié à l'Ordre du Carmel (via la branche des Grands carmes) et elle est désormais connu sous le nom des sœurs carmélites pour les personnes âgées et infirmes,.

### Son décès
McCrory décède le 21 janvier 1984, le jour de son 91e anniversaire, à la maison mère de la congrégation. Elle est enterrée dans le cimetière de ma maison mère (de la congrégation) à Germantown (État de New York, USA).

## Postérité

### Les sœurs carmélites pour les personnes âgées et infirmes
À l'heure actuelle, les Sœurs Carmélites sont présentes dans 17 établissements à travers les États-Unis, plus un autre en Irlande.

### Béatification
La cause de béatification de Mère Marie Angeline a été officiellement ouverte et son dossier est actuellement à l'étude par la Congrégation pour les causes des saints du Vatican. L'ouverture du procès a débuté par une cérémonie au Centre pastoral St. John Neumann, où Mgr Paul Gregory Bootkoski, évêque du diocèse de Metuchen (en), a ouvert officiellement l'enquête sur un miracle possible le 18 mai 2009 afin d'examiner les éléments qui pourraient conduire à la béatification de Mère Angeline.
L'enquête diocésaine est la première phase du processus de l’Église pour l'enquête visant à déterminer si l'intercession auprès de Mère Marie Angeline a donné lieu à un miracle. Le miracle présumé implique une famille dans le diocèse de Metuchen qui a « prié pour que Mère Marie Angeline intercède auprès de Dieu pour leur enfant à naître », celui-ci ayant été diagnostiqué avec une anomalie génétique. Après la naissance de l'enfant, l'atteinte clinique du bébé était très inférieure au niveau prévu initialement.
Le 28 juin 2012, le pape Benoît XVI a publié un décret reconnaissant formellement les « vertus héroïques » de Mère Marie Angeline. Elle est donc dite vénérable. La prochaine étape du processus sera la reconnaissance du miracle par l'intercession de Mère Marie Angeline, qui ouvrira la voie à sa béatification.

## Citations
- « Si vous devez tomber, que ce soit du côté de la bonté. Soyez plus gentil que la bonté même pour les personnes âgées »[1],[2].

## Annexe

## Sources
- (en) Cet article est partiellement ou en totalité issu de l’article de Wikipédia en anglais intitulé « Mary Angeline Teresa McCrory » (voir la liste des auteurs).